# 강진 남강사 주자갈필 목판 일괄
강진 남강사 주자갈필 목판 일괄(康津 南康祠 朱子葛筆 木版 一括)은 대한민국 전라남도 강진군 강진읍 향교에 있는 조선시대의 강진남강사주자갈필목판일괄이다. 1987년 6월 1일 전라남도의 유형문화재 제154호로 지정되었다.

## 개요
강진 향교에서 200여m 떨어진 남강사 내의 어필각에 소장되어 있는 목판이다.
본래 남강사는 우암 송시열(1607∼1689)을 추모하기 위하여 지방 유생들에 의해 순조 3년(1803)에 창건된 건물이다. 우암이 기사환국과 관련하여 제주로 유배되어 가던 중 폭풍으로 인하여 강진 성자포(지금의 남포)에서 출발하지 못하고 인접한 백련사에 잠시 머물면서 유생들에게 강론을 행하였다. 이로 인하여 백련사에 영당(남강사의 전신)을 건립한 것이 오늘날의 남강서원이 건립된 배경이 되었다.
현재 보존된 목판은 원래 성자포에 표착된 원판 중 일부를 개판한 것인데 모두 43판으로 대우전 6판, 경재잠 26판, 기타 11판으로 구성되어 있다. 대우전 6판 중 4판은 구판이며, 2판은 1904년에 본떠 새긴 것으로 가로 55.5cm, 세로 29.5cm, 두께 5cm, 글씨 크기 8.5∼14.5cm이다. 경재잠 26판 중 구판은 10판이며, 16판은 1904년에 본떠 새긴 것으로 가로 20cm, 세로 94cm, 두께 20cm, 글씨 크기 14.5∼20cm이다. 기타 11판은 내용파악이 불가능한 상태로 남아있다.

## 참고 자료
- 강진남강사주자갈필목판일괄 - 국가유산청 국가유산포털